# 米勒氏紅魴鮄
米勒紅魴鮄，為輻鰭魚綱鮋形目牛尾魚亞目黃魴鮄科的其中一種，為深海底棲魚類，分布於印度西太平洋區，包括安達曼海至斐濟，北起東海海域，棲息深度259-860公尺，體長可達25.6公分，棲息在底層水域，生活習性不明。

## 擴展閱讀
維基物種上的相關：米勒紅魴鮄